# فيكتور هانسن
فيكتور هانسن هو لاعب كرة مضرب دنماركي، ولد في 29 أغسطس 1889 في كوبنهاغن في الدنمارك، وتوفي في 6 مارس 1974.

## وصلات خارجية
- فيكتور هانسن على موقع الاتحاد الدولي لكرة المضرب (الإنجليزية)
- فيكتور هانسن على موقع اللجنة الأولمبية الدولية (الإنجليزية)
- فيكتور هانسن على موقع أوليمبيديا (الإنجليزية)